# カーマイン・アピス
カーマイン・アピス（Carmine Appice、1946年12月15日 - ）は、アメリカ合衆国出身のロックミュージシャン、ドラマー。個性的なロックフィルを生み出し、ジョン・ボーナムやコージー・パウエル、ロジャー・テイラー、フィル・コリンズら後進のドラマーに影響を与えた。
2016年3月31日付「ローリング・ストーン誌の選ぶ歴史上最も偉大な100人のドラマー」において28位。

## 概要
ギターアンプの大音量化が急激に進んだことにあわせ、マッチド・グリップでのハードヒット奏法をはじめとするヘビー・ドラミングを確立した。ロックドラムにツー・バス（バスドラムを2個使用）を取り入れたり、チャイナシンバルを取り入れ裏返してセッティングしたり、スネアドラムにワウペダルを繋ぐなど、技巧派のドラマーとして知られた。また、リードヴォーカルやバックグラウンドコーラスをとることも多い。
ドラマー以外での活動も多岐に渡り、作詞、作曲、アルバムのプロデュースも行っている。また、音楽教育にも熱心で、ロックドラマー向けの教則本出版の草分けでもあり、自ら教則関連の「パワーロック社」を設立している。教則本『Realistic Rock Drum Method』は全世界で30万部以上を売り上げた。このような音楽活動の功績を称えられ、ロサンゼルスをはじめアメリカ国内の4都市で「カーマイン・アピスの日」が設けられている。1991年にはハリウッド・ロック・ウォークに手形とサインが刻まれる栄誉が与えられた。デビュー50周年、70歳を越えた後もドラマーとして活動した。

## 来歴
1946年、ニューヨークのスタテン島の音楽一家に生まれる。父はジャズのサクソフォーン奏者で、弟は後にブラック・サバス、ディオなどで活躍するロックドラマーのヴィニー・アピス。幼少時から音楽に興味を持ち、とりわけバディ・リッチ、ジーン・クルーパに憧れていた。最初は親戚のドラムセットやおもちゃのドラムセットを叩いていたが、1961年、親にグレッチのセットを買ってもらい、ビッグバンド系のドラマーにドラムを習い始める。
1963年にルイ・ベルソンを見てツーバスに憧れるが、自らがそれを実現したのは1968年になってからであった。
高校在学中に、ドラマーを職業とする決心をする。ジャズドラムの練習をしながら、クラブでロックドラムを叩いたり、歌のバックバンドを務めたりして過ごす。このころ、ジェームス・ブラウン、アレサ・フランクリン、ウィルソン・ピケット等のビッグネームのバックを務めた。

### ヴァニラ・ファッジ
1966年12月、ヴィンス・マーテル（ボーカル、ギター）、マーク・スタイン（ボーカル、オルガン）、ティム・ボガート（ボーカル、ベース）とヴァニラ・ファッジを結成した。バンド名はアイスクリームの商品名の引用である。
翌1967年6月、彼等はニューヨークでデビューを果たした。シングル「キープ・ミー・ハンギング・オン」（シュープリームスのカバー曲）が、ビルボード6位を記録。7月には同名のアルバムを発表し、シングルと同じくビルボード6位となった。
1968年、ドラムセットをグレッチからラディックに変更した。同年2月、ヴァニラ・ファッジはセカンド・アルバム『ビート・ゴーズ・オン』を発表し、ビルボード・チャートの17位となった。6月にはサード・アルバム『ルネッサンス』を発表したが振るわず、同チャートの20位にとどまった。12月、ヴァニラ・ファッジのオープニングアクトをつとめていたレッド・ツェッペリンのジョン・ボーナムがアピスの使用していたドラムセットを気に入ったため、アピスはボーナムをラディック社に紹介した。ボーナムはアピスのドラムセットと全く同じものを入手したが、26インチのツーバスの使用をツェッペリンのメンバーに反対されたため、ワンバスで使用していた。
1969年2月、ヴァニラ・ファッジはアルバム『ニア・ザ・ビギニング』を発表したが、ビルボード16位止まりだった。同年5月、彼等は既にヤードバーズ等で著名になっていたジェフ・ベックが率いる第一期ジェフ・ベック・グループとニューヨークで競演し、ベックがアピスとベースのボガートを引き抜きにかかった。8月にベックが負傷していたマーテルに代わって楽曲に友情参加してくれたことから、両名はベックと一緒に活動する決意をして9月にヴァニラ・ファッジを脱退したが、11月にベックが交通事故に遭って重傷を負ったので、バンド結成は棚上げとなった。10月、録音済みのアルバム『ロックンロール』がリリースされたが、ビルボード34位止まりだった。

### カクタス
アピスとボガートは1970年にジム・マッカーティ（ギター）、ラスティ・デイ（ボーカル）とカクタスを結成し、ファースト・アルバム『カクタス』を発表した。1971年、セカンド・アルバム『ワンウェイ・オア・アナザー』発表。翌1972年にはサード・アルバム『リストリクションズ』を発表するも、間もなくマッカーティとデイが脱退し、代わってピーター・フレンチ（ボーカル）、ワーナー・フリッシング（ギター）、デュアン・ヒッチングス（キーボード）が加入。同年、アルバム『汗と熱気』が発表される。しかし6月、アピスはカクタスが行き詰まったと感じたボガートと共に、ベックへ再び接触する。

### ベック・ボガート & アピス
1972年、ベックは、コージー・パウエルも参加していた第二期ジェフ・ベック・グループのメンバーの入れ替えを行い、ベック・ボガート & アピス（以下BBA）を結成し、1973年にアルバム『ベック・ボガート & アピス』を発表。
この時のドラム・キットはラディック製ツーバス、ボトム・ヘッドがない多点タムタム、ツーフロア・タム、パイステ製シンバルとゴングというセッティングだった。
BBAは同年5月に来日を果たし、大阪厚生年金ホール他3箇所でコンサートを行う。BBAのライブ音源はベックの意向によりお蔵入りしており、1975年になってライブ・アルバム『ベック・ボガート & アピス・ライヴ・イン・ジャパン』として日本のみで発売された。
ベックは、ベースラインに徹せず前に出てくるボガートの演奏に不満を持ち、殴り合いの喧嘩に及んだこともあった。その後、ボガートがバイク事故に遭い、復帰後にボガートとアピスだけディープ・パープルのコンサートに飛び入り参加するなど、ベックとの別行動が目立つようになり、BBAは自然消滅する。

### その後
1975年、アピスはマイク・ブルームフィールド、レイ・ケネディ、リック・グレッチ、バリー・ゴールドバーグらとKGBを結成し、アルバム『KGB』を発表。AOR系の軽やかなドラミングを演奏していた。しかしながら、マイク・ブルームフィールドの薬物中毒などから、オリジナル・メンバーは程なく離散し、翌年セカンド・アルバム『モーション』を発表し解散する。このころアピスはリッチー・ブラックモア率いるレインボーからのオファーがあったとされるが、加入には至らなかった。
1977年、ロッド・スチュワートのバンドに加入する。後にアピスは「ヴォーカルに被らないドラミングをここで覚えた」と語っている。
1978年には憧れのバディ・リッチとロサンゼルスでセッションを行い、その後急速に親交を深める。アピスのドラムクリニックにバディ・リッチが訪問した様子を写した写真がアピスの教則本『Realistic Rock Drum Method』に掲載されている。
1979年と1981年にはロッド・スチュワート・バンドのメンバーとして来日し、強烈なドラムソロを披露している。
スチュワートのアルバム『スーパースターはブロンドがお好き』に収録された大ヒット曲「アイム・セクシー」はアピスとスチュワートの共作であるが、ブラジルでサッカー観戦していたスチュワートが、そこで応援歌として耳にしたジョルジ・ベンの「タジ・マハール」をこの曲のサビに流用したらしく、盗作の疑惑が起こり、裁判闘争にまで発展、結局敗訴してしまう。スチュワートはアピスがサビの部分も作曲したことにして疑惑に関するトラブルを彼に押しつけ、同シングルの売上は丸々ユニセフに寄付することにして逃げてしまった。このゴタゴタに嫌気が差したアピスは、1981年にバンドを脱退する。
1981年、初のソロ・アルバム『ロッカーズ』をドラマーとして発表する。レコーディング・メンバーはほとんどがロッド・スチュワート・バンドのメンバーで、ロッカーズと称していた。収録曲「ドラム・シティ・ロッカー」では、弟のヴィニー・アピスとのドラム競演が聴ける。
この頃、レインボーの6期、7期でドラマーを務めていたボブ・ロンディネリは、アピスの一番弟子を名乗っている。
1982年3月、来日を果たす。メンバーは、リック・デリンジャー、トム・ピーターソン、エリック・カルメン、デュアン・ヒッチングス。この頃から、ドラムソロでスモークを焚いて、見えなくなっている間にテープ音とすり替え、客席のドアから登場するというパフォーマンスを行うようになる。
1983年、トミー・アルドリッジが夫人の出産のため産休となったオジー・オズボーン・バンドからオファーが舞い込み、バーク・アット・ザ・ムーン・ツアー他に同行する。オジーの前座で来ていたモトリー・クルーのステージを見て「これからのドラミングにはビジュアルも取り入れなくては」と考え、ドラムセットの上の両側にラージタムを吊るすなど派手なセットを設置した上、メイクも派手な物に変更している。この頃からアピスはスリンガーランドのセットを愛用している。
1984年、ユニセフのコンサートをきっかけにヴァニラ・ファッジを再結成し、アルバム『ミステリー』を発表する。このアルバムのクレジットには「J.トード（J. Toad）」(レコード会社の資料では「J.B.Toad:Recording in London, England」)の名が記されており、ジェフ・ベックが偽名で参加していると言われている。
1985年、アピスはビジュアルに拘ったバンド結成を熱心に推進し、ミック・スウェダ、マーシー・フリーを発掘、キング・コブラを結成し、ファースト・アルバム『レディ・トゥ・ストライク』を発表する。冒頭一曲目にスウェダのギターがフィーチャーされ、メロディアスで綺麗な音色が話題を呼んだ。以降、キング・コブラの活動ではパールのセットを使用している。時期を前後して、米音楽雑誌『サーカス (Circus)』の月間コラムを執筆し、若手ドラマー評を展開していた。
1986年にキング・コブラはセカンド・アルバム『街角のスリル』を発表する。映画『アイアン・イーグル』のテーマソング「アイアン・イーグル」をレコーディングし、プロモーションのためにメンバー全員の髪型まで軍隊風にカットするが、レコード会社のマネージメントのミスにより差し替えられてしまう。また、レコード会社との音楽の方向性の違いが表面化し、アピスは自らのレーベルを作り、キング・コブラをここに所属させる。
1987年4月、バディ・リッチの葬儀に参列しジャズドラムを披露した。
1988年、ホワイトスネイクを解雇されたジョン・サイクスがアルバムを制作していたが、制作期間が長引いたこと等でコージー・パウエルが抜けてしまい、アピスは後任として同アルバム『ブルー・マーダー』のレコーディングに参加することになる。なお同年5月には、アトランティック・レコード40周年コンサートにヴァニラ・ファッジとして参加している。
翌1989年、グループ名もブルー・マーダーとし、ファースト・アルバム『ブルー・マーダー』を発表。ブルー・マーダーの活動ではプレミアのセットを使用している。薄いバーチ材に鉄芯を通したシェルからは、抜けのいい破裂音がパンパン出ていた。来日公演も行っており、年齢を感じさせない2時間に及ぶヘビードラミングを聞かせてくれた。同年、長男が誕生している。
1991年3月になってサイクスは、やっとセカンド・アルバム『ナッシング・バット・トラブル』のレコーディングを開始する。しかし、再び制作期間が長引いたことで7月にトニー・フランクリンが脱退してしまう。その後、サイクスはメンバーの入れ替えを行い、同アルバムでアピスとフランクリンはゲスト参加という形になっている。
1992年4月、アピスはジェフ・ワトソンのソロ・アルバム『ローン・レンジャー』に参加し、9月には来日コンサートも行っている。この時のドラムセットはスリンガーランドに戻っている。1993年にはジェフ・ワトソンのプロジェクトにジョー・リン・ターナーを迎え入れ、マザーズ・アーミーとしてアルバムを発表する。しかし、マネージャーの横領問題からレコード会社の移籍問題へと発展し、短期間で廃盤となっている。1994年にレコーディングを終えていたセカンド・アルバム『プラネット・アース』が発売にこぎつけたのも1997年となってしまった。
1995年、ギター・ゼウス・プロジェクトを開始する。このプロジェクトはアピスの活動30周年を記念したもので、ギタートラックだけを除いたマスターテープを参加ギタリストに送り、ギターテイクを入れたものを集めてアルバムにするというもの。参加ギタリストは、ポール・ギルバート（MR. BIG）、イングヴェイ・マルムスティーン（アルカトラス）、ニール・ショーン（ジャーニー）、スティーヴ・モーズ（ディープ・パープル）、ダグ・アルドリッチ（ディオ）、ジェニファー・バトン（ソロ）、ブライアン・メイ（クイーン）、タイ・テイバー（キングスX）、スラッシュ（ガンズ・アンド・ローゼズ）、テッド・ニュージェント（アンボイ・デュークス）、ミック・マーズ（モトリー・クルー）、
レズリー・ウエスト（マウンテン）、スティーヴィー・サラス（ソロ）、ザック・ワイルド（オジー・オズボーン）、ウォーレン・デ・マルティーニ（ラット）、リッチー・サンボラ（ボン・ジョヴィ）、スチュアート・スミス（スタジオ・ミュージシャン）、C・C・デヴィル（ポイズン）、ジョン・ノーラム（ヨーロッパ）、ドゥイージル・ザッパ（フランク・ザッパの息子）、ヴィヴィアン・キャンベル（デフ・レパード）、北島健二（FENCE OF DEFENSE）、セイモア・ダンカン（ギター用ピックアップメーカーの創業者）、スティーヴン・セガール（俳優）といったそうそうたる顔ぶれである。
1997年には田村直美、北島健二、トニー・フランクリンと共に、PEARLとしてバンドを結成。アルバム『Pearl』を発表する。PEARLの活動ではメイペックスのドラムセットを使っている。メイペックスのサポートで日本国内でドラムクリニックを展開した。このバンドで来日しツアーも実施している。1998年6月には、『ミュージックフェア』でCharとPEARLが競演。LOVELOVEオールスターズでの競演で知り合ったシャ乱Qのはたけとも交流を深め、ギター・ゼウス・ジャパンにもつながっていく。
1999年2月には再結成ブームに乗り、ヴァニラ・ファッジを再結成し、各地でライブ活動を行った。ただしキーボードはマーク・スタインからビル・パスカリに代わっている。このライブでCharが飛び入り参加したことにより、同年12月、アピス、ボガートにCharを加えてCBAを結成し、国内ライブツアーを行う。同年、ギター・ゼウスのマスターテープに日本のギタリストの音を加えた日本版となるギター・ゼウス・ジャパンを発表する。参加したギタリストは、ルーク篁、高崎晃、山本恭司、北島健二、Char、RayZi、はたけ、福田洋也、Anchang、松尾宗仁、野村義男、島紀史、kATSU&KAZなど。
2000年、アルバム『CBA Live』を発表。このときもメイペックスのセットを使っていた。2001年、キング・コブラを復活させアルバム『ハリウッド・トラシュ』を発表する。
2002年には再結成していた新生ヴァニラ・ファッジがアルバム『リターン』を発表。最後の収録曲「アイム・セクシー」は、スチュワートへのあてつけであるかのように、いかにもサッカー応援歌風のアレンジで録音されている。ドラムセットはスリンガーランドに戻っている。
2004年にはパット・トラヴァースと組み、同年にはアルバム『It Takes a Lot of Balls』を、翌2005年も『Live at the House of Blues』、『Bazooka』とアルバムを発表している。2006年にはカクタスをラスティ・ディ以外のオリジナル・メンバーで再結成し、アルバム『V』を発表する。同年10月、ヴァニラ・ファッジがロングアイランド・ミュージック・ホールで殿堂入りをした。
2007年12月、PEARLの結成20周年イベントで声がかかり、名古屋と東京で公演を行った。ドラムセットはスリンガーランドを使用。2008年から『SLAMM』と銘打った打楽器パフォーマンスで若手を引き連れ、2013年頃までロングラン公演活動を行っていた。
2010年7月、マイケル・シェンカー・グループ米国内ツアーに参加した。この時のドラムセットはddrumを使っている。2011年2月、マイケル・シェンカー・グループ中南米ツアー、3月、ヴァニラ・ファッジの米国内活動、5月、中南米でのドラムクリニック、10月、Javier Vargas、Paul Shortinoとスペインツアーを行った。
2012年2月、ヴァニラ・ファッジの米国内ツアー、3月、Javier Vargas、Paul Shortinoとヨーロッパツアー、4月、カクタスの米国内ツアーから7月のドイツ公演、10月のDrum Warsのヨーロッパツアーの後、12月にはカクタスの初来日公演を行った。この時のドラムセットはddrumを使っていた。
2013年より、ジョー・リン・ターナー、トニー・フランクリンとニュー・アルバムを作成する計画であったが、ギタリストがブルース・キューリック（キッス）、ジェフ・ワトソンと代わり、最終的にカール・コクラン（ジョー・リン・ターナー・バンド）に落ち着いて、2014年11月、レイテッド・エックスの名義で同名アルバムを発表した。
2015年12月、ヴァニラ・ファッジとして日本公演を行う予定であったが、直前でキャンセルされた。理由は公表されていない。

## ディスコグラフィ

### リーダー・アルバム
- 『ビー・マイ・ベイビー』 - Carmine Appice (1981年) ※『Rockers』として再発あり
- 『ギター・ゼウス』 - Carmine Appice's Guitar Zeus (1995年)
- 『ギター・ゼウスII』 - Carmine Appice's Guitar Zeus 2: Channel Mind Radio (1997年)
- 『ギター・ゼウス・ジャパン』 - Carmine Appice's Guitar Zeus Japan (1999年)
- Carmine Appice's Guitar Zeus Korea (2002年)
- V8 (2002年) ※コンピレーション
- Carmine Appice's Guitar Zeus: Conquering Heroes (2009年)
- 『シニスター』 - Sinister (2017年) ※アピス名義 with ヴィニー・アピス
- Carmine Appice's Guitar Zeus 25th Anniversary (2021年)

### ヴァニラ・ファッジ
- 『キープ・ミー・ハンギング・オン』 - Vanilla Fudge (1967年)
- 『ビート・ゴーズ・オン』 - The Beat Goes On (1968年)
- 『ルネッサンス』 - Renaissance (1968年)
- 『ニア・ザ・ビギニング』 - Near the Beginning (1969年)
- 『ロックン・ロール』 - Rock & Roll (1969年)
- 『ミステリー』 - Mystery (1984年)
- 『リターン』 - The Return (2002年)
- 『アウト・スルー・ジ・イン・ドア -トリビュート・トゥ・レッド・ツェッペリン-』 - Out Through the In Door (2007年)
- Spirit of '67 (2015年)

### カクタス
- 『カクタス』 - Cactus (1970年)
- 『ワン・ウェイ…オア・アナザー』 - One Way... or Another (1971年)
- 『リストリクションズ』 - Restrictions (1971年)
- 『汗と熱気』 - 'Ot 'N' Sweaty (1972年)
- 『カクタス V』 - Cactus V (2006年)
- Black Dawn (2016年)
- Tightrope (2021年)

### ベック・ボガート & アピス
- 『ベック・ボガート & アピス』 - Beck Bogert & Appice (1973年)
- 『ベック・ボガート & アピス・ライヴ・イン・ジャパン』 - Live in Japan (1975年)
- Live in Japan 1973/Live in London 1974[3] (2023年)

### KGB
- 『KGB』 - KGB (1975年)
- 『モーション』 - Motion (1976年)

### DNA（デリンジャー& アピス）
- 『パーティー・テステッド』 - Party Tested (1983年)

### キング・コブラ
- 『レディ・トゥ・ストライク』 - Ready to Strike (1985年)
- 『街角のスリル』 - Thrill of a Lifetime (1986年)
- King Kobra III (1988年)
- 『キング・コブラ』 - King Kobra (2011年)
- 『2』 - King Kobra II (2013年)

### ブルー・マーダー
- 『ブルー・マーダー』 - Blue Murder (1989年)
- 『ナッシング・バット・トラブル』 - Nothin' But Trouble (1993年)

### マザーズ・アーミー
- 『マザーズ・アーミー』 - Mothers Army (1993年)
- 『プラネット・アース』 - Planet Earth (1997年)

### PEARL
- 『PEARL』 - Pearl (1997年)
- 『4 INFINITY』 - 4 Infitiny (1998年)
- 『LIVE IN JAPAN』 - Pearl Live in Japan (1999年)

### CBA (Char, Bogert and Appice)
- 『CBA LIVE』 - CBA Live (2000年)

### DBA (Derringer, Bogert and Appice)
- Doin' Bussiness as... (2001年)

### パット・トラヴァース・アンド・カーマイン・アピス
- It Takes a Lot of Balls (2004年)
- Live at the House of Blues (2005年) ※with T.M.スティーヴンス
- 『バズーカ』 - Bazooka (2005年)

### VBA (Vargas, Bogert and Appice)
- Vargas Bogert & Appice (2011年)

### レイテッド・エックス
- 『レイテッド・エックス』 - Rated X (2014年)

### 参加アルバム
ロッド・スチュワート
- 『明日へのキック・オフ』 - Foot Loose & Fancy Free (1977年)
- 『スーパースターはブロンドがお好き』 - Blondes Have More Fun (1978年)
- 『パンドラの匣』 - Foolish Behaviour (1980年)
- 『トゥナイト・アイム・ユアーズ』 - Tonight I'm Yours (1981年)

テッド・ニュージェント
- 『炎のギター・ヒーロー』 - Nugent (1982年)
- 『リトル・ミス・デンジャラス』 - Little Miss Dangerous (1986年)

ジェフ・ベック
- 『フラッシュ』 - Flash (1985年)
- 『ベッコロジー』 - Becklogy (1991年) ※コンピレーション

トミー・ボーリン
- 『當墓林 (魔性の目)』 - Private Eyes (1976年)
- The Bottom Shelf, Volume 1 (1997年) ※コンピレーション、アウトテイク集

その他
- ジョン・サイクス : 『ニュークリア・カウボーイ』 - Nuclear Cowboy (2000年)
- ジェフ・ワトソン : 『ローン・レンジャー』 - Lone Ranger (1992年)
- ヤン・アッカーマン : 『流浪の神殿』 - Tabernakel (1974年)
- Various Artists : 『フラッシュ・フィアーレスとゾルグ妖星の魔女』 - Flash Fearless Versus The Zorg Women Parts 5 & 6 (1975年) ※エルキー・ブルックスと参加
- スタンリー・クラーク : 『モダン・マン』 - Modern Man (1978年)
- ポール・スタンレー : 『KISS』 - Paul Stanley (1978年)
- レス・デューデック : 『ゴースト・タウン・パレード』 - Ghost Town Parade (1978年)
- カルメン・マキ : 『ナイト・ストーカー』 - Night Stalker (1979年)
- エリック・カルメン : 『トゥナイト・ユア・マイン』 - Tonight You're Mine (1980年)
- エディ・マネー : 『プレイング・フォー・キープス』 - Playing for Keeps (1980年)
- ロン・ウッド : 『1234』 - 1234 (1981年)
- ティム・ボガート : Master's Brew (1983年)
- クリス・マンチーニ : No Strings (1983年)
- ヒア・アンド・エイド : 『スターズ』 - Hear 'n Aid (An All-Star Album For Famine Relief) (1986年)
- ピンク・フロイド : 『鬱』 - Momentary Lapse of Reason (1987年)
- ブラッド・ギルス : 『ギルロック・ランチ』 - Gilrock Ranch (1993年)
- マーティ・フリードマン : 『トゥルー・オブセッションズ』 - True Obsession (1996年)
- Various Artists : 『クイーン・トリビュート〜ドラゴン・アタック』 - Dragon Attack - A Tribute to Queen (1997年)
- Various Artists : 『Cozy Powell Forever』 - Cozy Powell Forever (Cozy Powell Tribute) (2001年)
- Various Artists : 『Skill and a Shout it lets out - Japanese Hard Rock - Heavy Metal Compilation』 (2002年) ※福田洋也プロデュース
- マイケル・シェンカー : 『テンプル・オブ・ロック』 - Temple of Rock (2011年)

### 出演映像作品（DVD・LD・ビデオ）
ボ・ディドリー
- 20th Anniversary of Rock N' Roll (1976年)

ロッド・スチュワート
- Rod Stewart live at the L.A. Forum (1981年、Warner)

リック・デリンジャー
- Rock Spectacular (1982年、Warner)

ヒア・アンド・エイド
- 『スターズ』 - The Sessions - Stars (1986年、松竹)

カーマイン・アピス・アンド・ヴィニー・アピス
- Drumwars: The Ultimate Battle Carmine Appice Vinnie Appice (1995年)

PEARL
- 『PEARL LIVE 〜East meets West〜』 - PEARL Live - East meets West (1997年、Polydor)

ヴァニラ・ファッジ
- Live at Rockpalast 2004年 (2004年、Columbia)

トラヴァース&アピス
- TRAVERS & APPICE Live (2005年、Escapi)

カクタス
- Cactus V Live Bootleg (2006年)

## フィルモグラフィ
- 『ブラックローズ』 - Black Roses (1987年、松竹)
- Chasing Destiny (1998年、MTI)

## 書籍
- Carmine Appice Presents the Drum Superstars: From Circus Magazine's "Drum Beat" (1990年)
- バンドスコア ギター・ゼウス・ジャパン (2000年)
- Ultimate Play-along Drum Trax: Carmine Appice Guitar Zeus (Ultimate Play-Along) (2004年)

## 教則関連

### DVD
- Ultimate Realistic Rock (2007年)
- Drum Master Class (2007年)
- Sneak Peek! Classic Rock Drum Solos (2007年、Hudson)

### ビデオ
- Rock Drum Clinic (1987年、Siver Eagle)
- Drum Clinic (1988年、Power Rock)
- Realistic Rock (1992年、Power Rock)
- Drum Master Class (1996年、Hot Ricks)

### 書籍
- Updated Realistic Rock Drum Method (1979年)
- カーマイン・アピス ロック・ドラム教室 (1981年)
- Realistic Double Feet (1983年)
- Realistic Reggae Rock (1983年)
- Realistic Hi-Hat (1983年)
- Rudiments to Rock (1995年)
- カーマインアピスのロックドラム講座 (1998年)
- The Ultimate Realistic Rock Drum Method (2000年)
- Realistic Rock for Kids (2002年)
- Realistic Drum Fills: Replacements (2011年)